# Axel Petersen
Axel Johannes Petersen, född 14 november 1880 i Köpenhamn, död 23 maj 1962 i Charlottenlund, var en dansk friidrottare. Han deltog vid OS 1908 i London. Han kom på andra plats i första omgången 100 meter, med tiden 11,5 sekunder, men kom aldrig till semifinal.